# Луисвил (Алабама)
Луисвил (енгл. Louisville) град је у америчкој савезној држави Алабама. По попису становништва из 2010. у њему је живело 519 становника.

## Демографија
Према попису становништва из 2010. у граду је живело 519 становника, што је 93 (15,2%) становника мање него 2000. године.
| Група             | 2000.       | 2010.       |
| Белци             | 317 (51,8%) | 239 (46,1%) |
| Афроамериканци    | 249 (40,7%) | 229 (44,1%) |
| Азијати           | 0 (0,0%)    | 0 (0,0%)    |
| Хиспаноамериканци | 39 (6,4%)   | 41 (7,9%)   |
| Укупно            | 612         | 519         |